# Alfa Romeo GTV
L'Alfa Romeo GTV (nome in codice 916) è un'autovettura sportiva con carrozzeria coupé prodotta dalla casa automobilistica italiana Alfa Romeo dal 1995 al 2004.
Il nome GTV è l'acronimo di Gran Turismo Veloce e viene anche chiamata "GTV 916" (dal medesimo numero di progetto) per distinguerla dalle omonime antenate. Fu disegnata da Enrico Fumia per il centro stile Pininfarina.
Nel 2000 la produzione è stata trasferita presso le linee degli stabilimenti Pininfarina di San Giorgio Canavese. Nell'arco dei circa 10 anni di produzione ha subito 3 restyling. Venne sostituita verso la fine del 2005 dalla Brera.
Le motorizzazioni disponibili nei diversi anni dalla commercializzazione sono state: il 1.8 Twin Spark, 2.0 Twin Spark, 2.0 JTS, 3.0 V6 12v (solo Spider), 2.0 V6 Turbo, 3.0 V6 24v, 3.2 V6 24v. Le potenze sono comprese tra i 144 e i 240 cavalli.

## Design

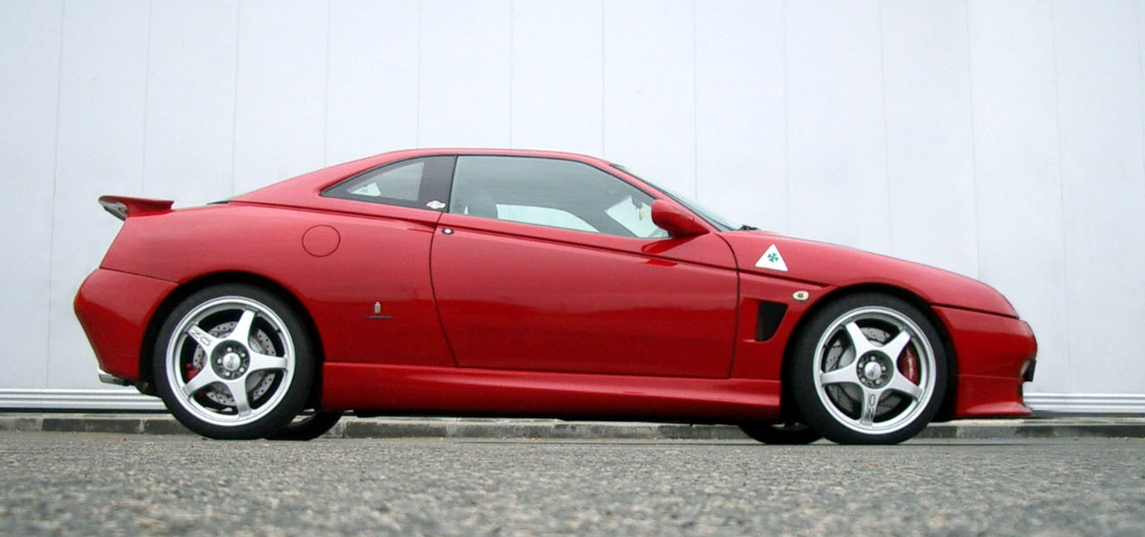
Vista laterale di una GTV

Presentata al Salone di Ginevra 1994, insieme alla versione Spider, fa parte di un progetto parallelo e differenziato, da cui derivano due modelli separati. Le linee della GTV nascono dalla collaborazione tra il Centro Stile Alfa Romeo e il Centro Stile Pininfarina per mano del designer Enrico Fumia. Il frontale della GTV è aggressivo, dato dalla larghezza e da un cofano importante che raccoglie i passaruota, esaltato dalle tradizionali nervature a V che partono dal tipico scudetto Alfa Romeo. I gruppi ottici anteriori risultano inglobati all'interno del cofano, che ne lascia vedere i soli proiettori abbaglianti e anabbaglianti; il faro è in realtà unico e solidale con il corpo vettura, ma a cofano abbassato risulta interamente coperto nella carrozzeria. Una soluzione, questa, originale per il panorama delle auto di serie, ma già utilizzata sulle concept car Alfa Romeo 164 Proteo (del Centro Stile della casa milanese) e Audi Quartz Coupé (a firma dello stesso Enrico Fumia). Il profilo della vettura è a cuneo e profonde scalfature caratterizzano le fiancate. Le carreggiate sono ampie così come i parafanghi; posteriormente è caratterizzata dalla "coda tronca", un richiamo alle sportive Alfa del passato ma che allo stesso tempo ha una funzione aerodinamica. Il valore di coefficiente aerodinamico Cx è di 0,32 sia per la prima sia per la seconda serie, 0,33 per la terza serie. Applicando il kit aerodinamico completo disponibile per la seconda serie dal 1999 si ottiene un Cx pari a 0,30.

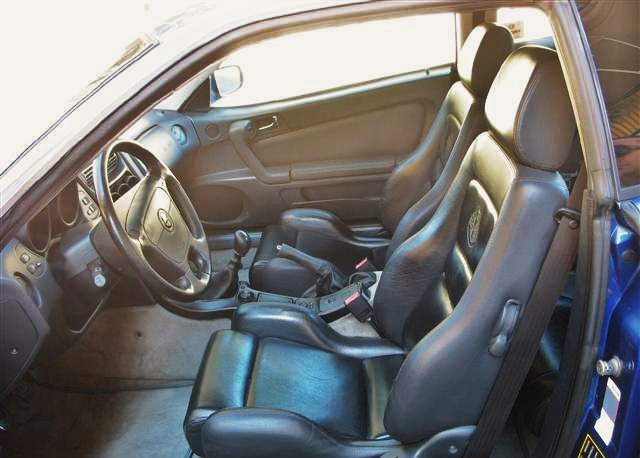
Interni di una Alfa GTV

Gli interni richiamano spiccatamente le Alfa Romeo sportive del passato: tachimetro e contagiri sono inglobati nelle cornici "a cannocchiale", così come gli indicatori secondari posti nel mobiletto centrale. La posizione di guida è tipicamente sportiva con volante in pelle regolabile in altezza e profondità. La selleria e gli inserti sono in pelle (sulle versioni dove prevista di serie od optional). L'abitabilità anteriore è piuttosto buona per una coupé, mentre lo spazio posteriore è limitato. La conformazione data da una serie di soluzioni tecniche ne limita lo spazio tra sedili posteriori e il bagagliaio; quest'ultimo possiede un volume di 155 litri Il serbatoio contiene fino a 74 litri di carburante.

## Telaio, sicurezza e ripartizione dei pesi
Il telaio, realizzato sul Pianale Fiat Tipo 2, è caratterizzato da un'elevata rigidità torsionale che al momento della presentazione era da primato. Questo fattore dona un elevato livello di sicurezza sia attiva sia passiva; a ciò contribuiscono leghe di alluminio e magnesio per i componenti della struttura e il largo uso di acciai ad alta resistenza. Ad accentuare la protezione dei passeggeri troviamo sistemi a deformazione controllata, un abitacolo "indeformabile" inteso come cellula di sopravvivenza e scatolati ad assorbimento prestabilito sia avanti sia dietro. I longheroni sono di dimensioni importanti e i montanti sono ad alta resistenza, quello anteriore è stato addirittura concepito per ovviare ai rollbar sulla versione Spider. Tutta la vettura era costruita con materiali a bassa emissione di fumo in caso di incendio, in ottemperanza alle norme statunitensi.

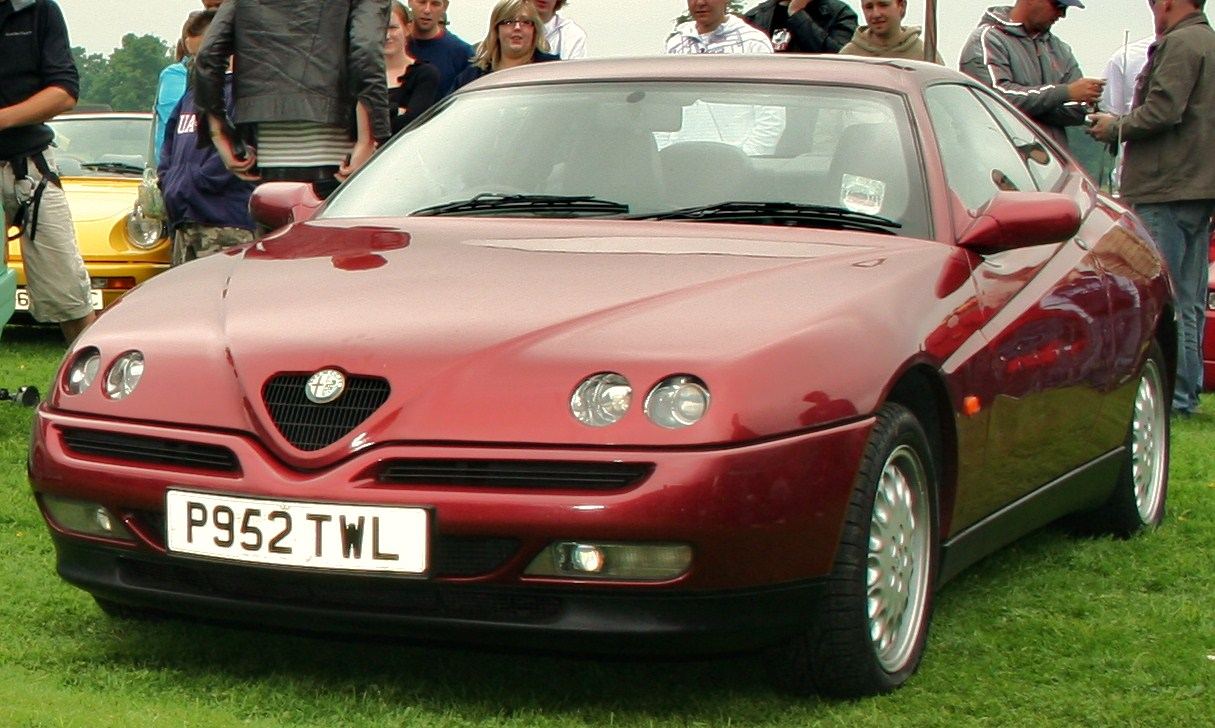
Alfa GTV 2.0 Twin Spark pre-restyling

Altre dotazioni per la sicurezza degli occupanti in caso di urto sono: il doppio dispositivo airbag, cinture con pretensionatori, portiere con barre anti-intrusione, sistema anti-incendio FPS. Il serbatoio carburante è in metallo ed è posto dietro ai sedili posteriori che sono anch'essi dotati di poggiatesta; dettaglio inusuale sulle coupé dell'epoca, reso possibile dal ripido innalzamento della linea di cintura verso la parte posteriore del padiglione.
Sia la GTV sia la Spider furono concepite e realizzate per l'esportazione negli Stati Uniti e per superarne i crash-test ma proprio quell'anno la dirigenza Fiat decise di far abbandonare il mercato americano alla casa di Arese per evitare esborsi nell'organizzazione della rete vendita. Tuttavia moltissimi esemplari sono stati importati parallelamente su richiesta dagli appassionati nordamericani.
Si tratta probabilmente dell'auto con motore e trazione sullo stesso asse più bilanciata al mondo. Per ottimizzare la ripartizione dei pesi, anteriormente il grande cofano a guscio è stato realizzato in materiale composito e parte del telaio utilizzando magnesio e alluminio. Posteriormente, la batteria, il generoso serbatoio carburante, la traversa di rinforzo posteriore, la ruota di scorta (che si fissa verticalmente) i sedili posteriori e i due silenziatori di scarico principali (agganciati in parallelo) sono tutti posti esattamente al retrotreno; inoltre il centro geometrico fra le quattro ruote è sulla stessa ordinata del baricentro del guidatore.

## Sospensioni
Posteriormente, sulla GTV si è utilizzato per la prima volta il procedimento di thixocasting per la produzione del telaietto supplementare in lega leggera, presentando un retrotreno attivo su telaio ausiliario in alluminio autoportante e autosterzante e sospensioni posteriori a quattro bracci multipli (schema Multilink). Anteriormente le sospensioni sono di tipo MacPherson evoluto. Entrambi gli assali sono dotati di barra antirollio.

## Ruote e freni
La prima serie montava pneumatici 195/55/15 e 205/50/16. Dal 1998 in versione base montavano la misura 205/50 R16 oppure 225/45 ZR 17.
L'impianto frenante è composto da dischi sulle quattro ruote (gli anteriori autoventilanti), assistiti da ABS e, dall'aprile 1998, di ABS di ultima generazione a taratura sportiva e ripartitore di frenata EBD. Le versioni V6 e Cup sono dotate di pinze fisse Brembo a 4 pistoncini, verniciate rosso e dischi anteriori autoventilanti da 305 X 28 mm.

## Motorizzazioni

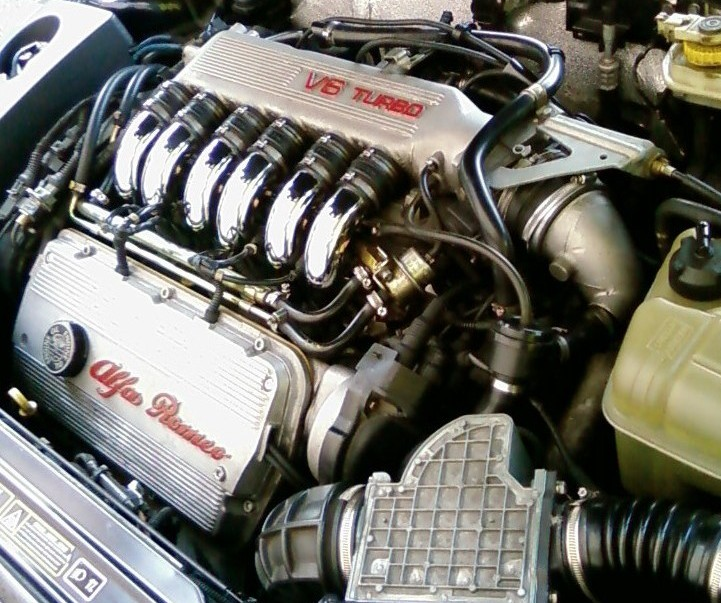
GTV V6 Turbo Busso engine

I propulsori adottati per la coupé di Arese sono tutti a benzina, a 4 e 6 cilindri a V di cui quest'ultimi totalmente in alluminio. Le motorizzazioni disponibili all'esordio erano due: il 2.0 litri aspirato Twin Spark 16V, versione Euro 2 da 110 kW/150 cavalli e il 2.0 cm³ TB Busso 6 cilindri a V da 202 cavalli, con distribuzione a due valvole per cilindro sovralimentato da turbina Garrett T25 raffreddata da intercooler, con dispositivo overboost che consente di incrementare potenza e coppia motrice per un intervallo di tempo regolato dalla centralina, fornendo così una potenza extra data dall'aumento temporaneo della pressione della turbina. Questa particolarità (già vista sulla 164 V6 Turbo permette di avere degli spunti eccezionali a partire dai 2400 giri motore e in particolare tra i regimi di 4000 e 6500 giri al minuto(limitatore a 6750 giri). Poco nota è la versione da 235 cavalli del 2.0 V6 TB - ottenuti semplicemente agendo sulla centralina e in particolare sulla pressione del turbo - denominata Alfa Corse e destinata in serie limitata al mercato nipponico. Nel 1997 in concomitanza con un leggero restyling che preannunciava a livello tecnico quello del 1998, è stato affiancato il 3.0 V6 Busso 24 valvole da 220 cavalli. Nel 1998 venne aggiunto il 1.8 Twin Spark da 144 cavalli, il 2.0 Twin Spark 16V Euro 3 (nel 2000 Phase 2b), da 150 cavalli 110 kW, il 3.0 V6 24v 220 cavalli (Euro 2) successivamente con 218 cavalli in versione (Euro 3). Nel 2003 è stata la volta del 3.2 V6 da 240 cavalli e il nuovo 2.0 JTS da 165 cavalli Euro 4, a iniezione diretta di benzina.

## Aggiornamento

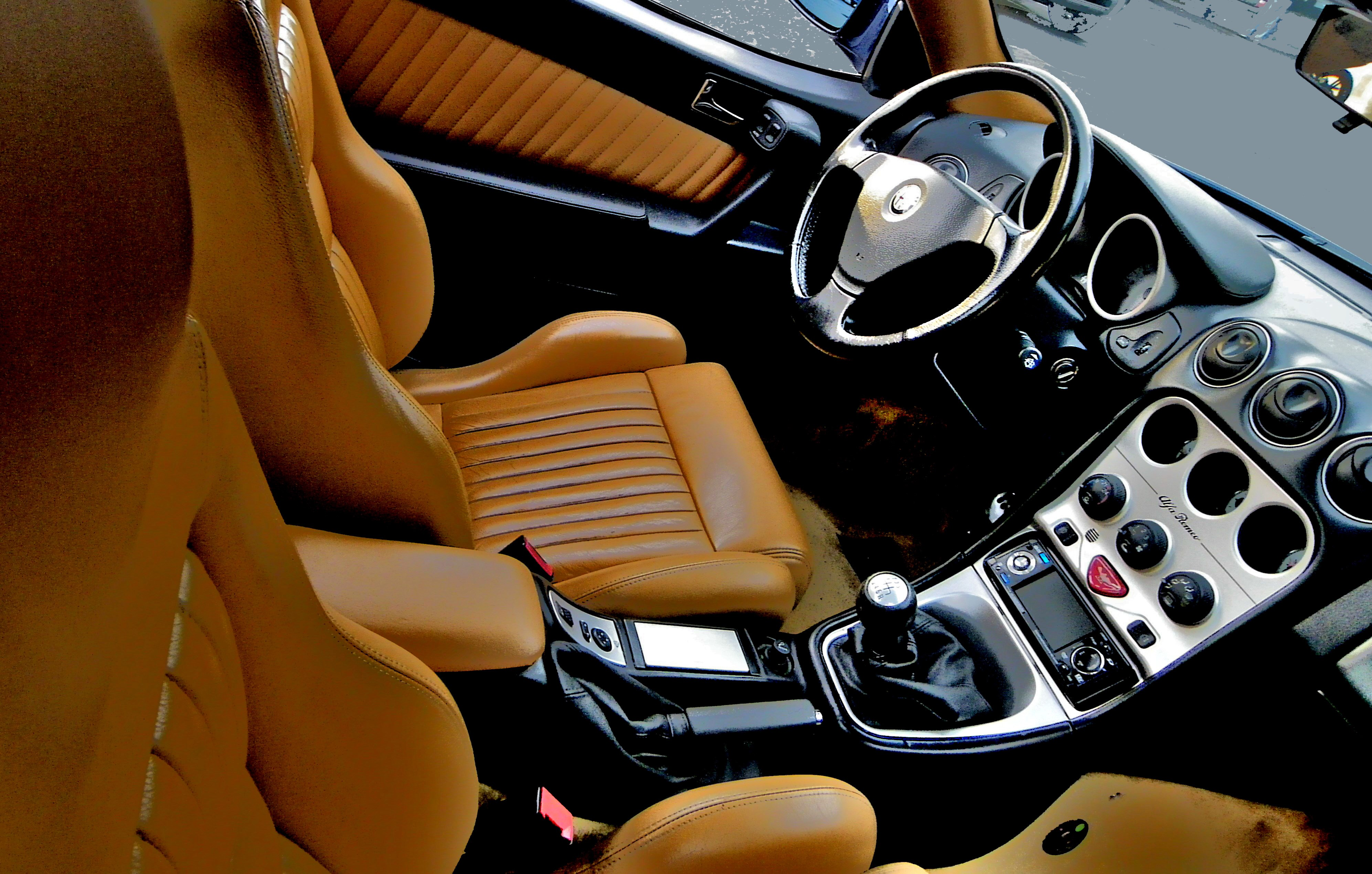
Interni di un Alfa GTV (916) V6 TB Lusso 1999

### Restyling 1998
Il primo importante aggiornamento, successivo a quello meno noto del 1997, fu disponibile dalla metà del 1998 e portò numerose migliorie sotto tutti i profili. Internamente sono stati utilizzati materiali di qualità più elevata, la plancia e il tunnel centrale sono stati completamente ridisegnati e quest'ultimo ora ha un bracciolo con portaoggetti integrato. La strumentazione è stata rivista e quella principale si è arricchita in molti dettagli, adottando inoltre la colorazione alluminio per i cannocchiali degli strumenti. Sono state sostituite tutte le bocchette d'aerazione (ora troviamo quelle utilizzate anche per l'ammiraglia).
Per quanto riguarda la selleria, in versione base troviamo un tessuto chiamato "Alfatex", mentre per il pellame sono state introdotte numerose personalizzazioni e abbinamenti con una vasta scelta di colorazioni per sedili e pannelli. Il bagagliaio è stato leggermente ampliato e rivestito internamente con materiali più ricercati. La vettura si è arricchita di nuovi accessori: climatizzatore automatico, autoradio Hi-Fi con navigatore satellitare e lettore CD, sedili a regolazione elettrica e riscaldabili e altro.
Dal punto di vista tecnico sono state ulteriormente migliorate le geometrie delle sospensioni, viene installato un nuovo ABS (il più avanzato disponibile), con ripartitore di frenata (EBD). Su alcuni modelli diviene disponibile persino il servosterzo ad assistenza variabile in base alla velocità. È stato rivisto inoltre tutto l'impianto elettrico e numerose componenti meccaniche.

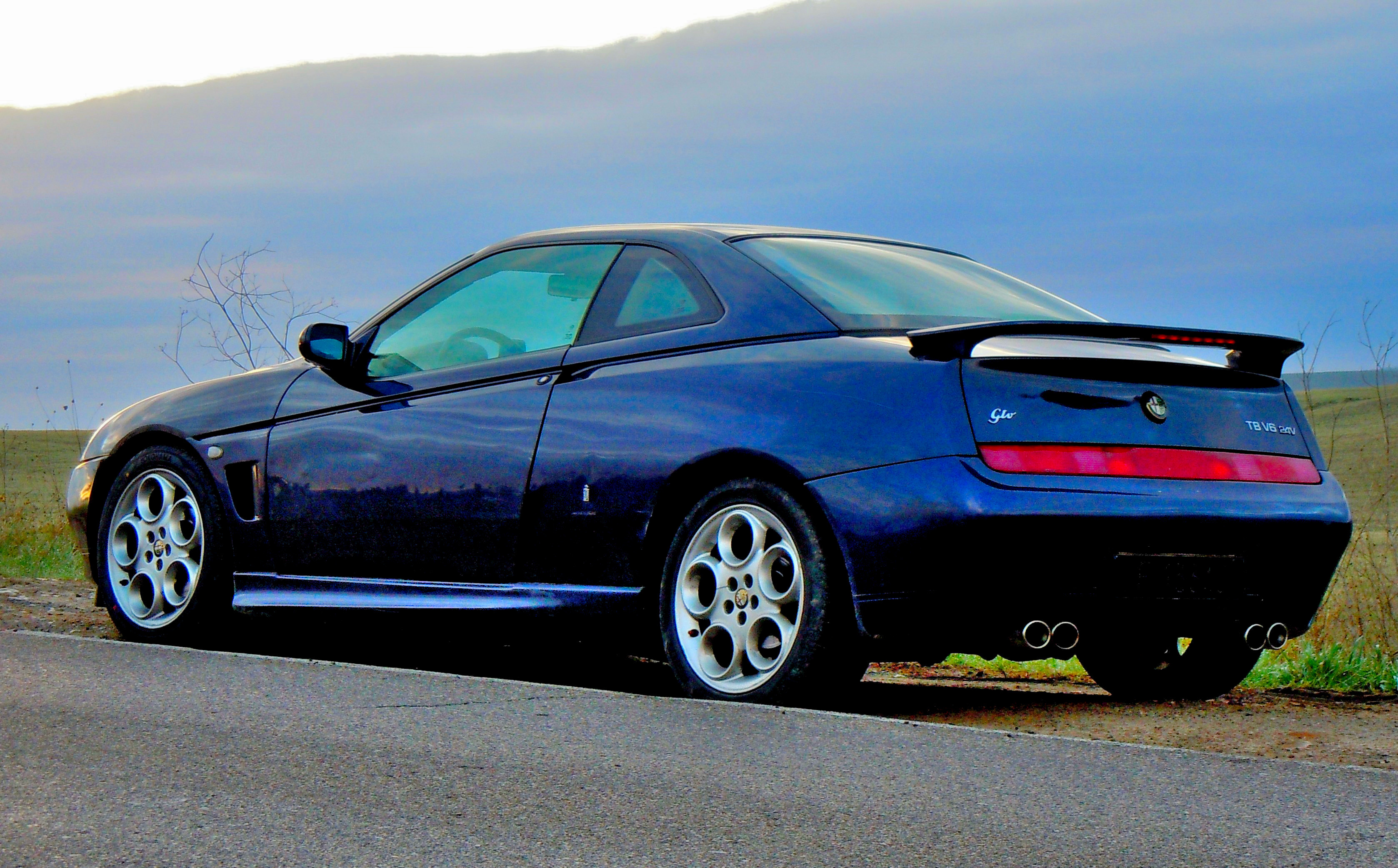
GTV V6 Turbo Lusso (restyling) con kit aerodinamico completo

Esteticamente è stata adottata la mascherina cromata sul cofano, sono state aggiunte nuove colorazioni e vernici multistrato, le carenature inferiori divennero in tinta, i passaruota ampliati per poter ospitare nuovi cerchi con gommature più generose ed è stata presentata dal 1999 la possibilità di applicare un kit estetico con funzione aerodinamica.
Il kit aerodinamico è frutto della collaborazione tra il Centro Stile Alfa Romeo e l'azienda tedesca Zender. Si compone da uno spoiler posteriore con funzione deportante (a 200 km/h dà un carico di 60 kg) e di riduzione dei turbinii in coda favorendone la velocità, minigonne progettate per deviare l'aria dalle ruote e dal sottovettura, una coppia di estrattori d'aria dietro al parafango anteriore e due tipologie di spoiler anteriori. Con il kit aerodinamico completo in abbinamento alla gommatura 225/45 ZR 17, la velocità massima viene incrementata dai 5 ai 10 km/h, che a parità di resistenza aerodinamica sono proporzionali alla cavalleria del modello. In questa configurazione la nuova 3.0 V6 24v 6m (Euro 2) veniva dichiarata in grado di raggiungere i 250 km/h.
Le motorizzazioni presenti con questo restyling erano la 1.8 Twin Spark da 144 CV, il 2.0 Twin Spark con variatore di fase da 155 CV, il 2.0 V6 Turbo in allestimento denominato "Lusso" da 202 CV e il 3.0 V6 24v in un primo momento con 220 cavalli (Euro 2) e subito dopo Euro 3 con 218 cavalli.

### Campionato "GTV Cup"

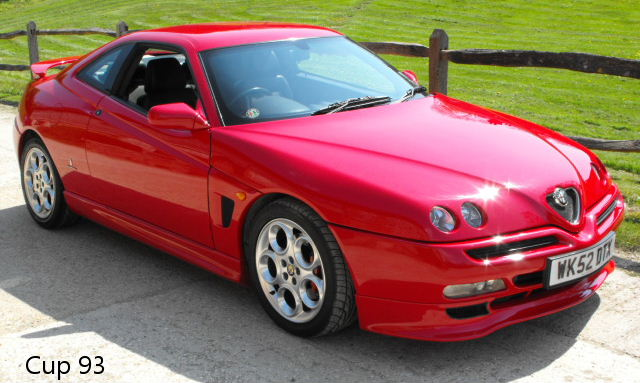
Alfa Romeo GTV Cup 3.0 V6 24v Limited Edition

Nel 1999 l'Alfa Romeo diede vita al campionato monomarca denominato GTV Cup. A tale competizione potevano iscriversi esclusivamente i possessori delle versioni V6 Busso turbo o aspirate, anche se in particolar modo era acquistabile la versione già preparata per uso agonistico e riconvertibile all'uso stradale della neonata 3.0 V6 24 valvole. Questa versione presentava kit aerodinamico completo, ammortizzatori e molle sportive, centralina con potenza portata a 230 cavalli e un alleggerimento di ben 200 kg dato dall'eliminazione di tutti i rivestimenti interni con l'esclusione della plancia e del tunnel centrale. L'accelerazione da 0 a 100 km/h è di 5,4 secondi e la velocità massima è di oltre 260 km/h.
Vennero commercializzate due versioni "celebrative" denominate appunto Cup. In produzione vi erano la 2.0 T.S. e la 3.0 24v per cui per il mercato italiano si optò per la 2.0 T.S. mentre per quello estero, più coerentemente, per la 3.0 V6 24v (circa 200 esemplari furono prenotate in Gran Bretagna). Di fatto entrambe le "Cup" sono delle normali 2.0 Twin Spark (155 cavalli) e 3.0 24v (218 cavalli) con il kit aerodinamico di serie, cerchi da 17" a 5 fori (gli stessi dell'allestimento "Lusso" ma con vernice argento), impianto frenante anteriore Brembo anche per la 2.0 T.S., sedili dedicati in pelle con seduta in stoffa, le cornici cromate della strumentazione come le versioni "Motus" e la placca della "numerazione limitata" attaccata sulla plancia. La velocità massima dichiarata, con le appendici aerodinamiche e i cerchi da 17, diviene di 221 km/h per la 2.0 T.S. e 248 km/h per la 3.0 24v.

### Restyling 2003

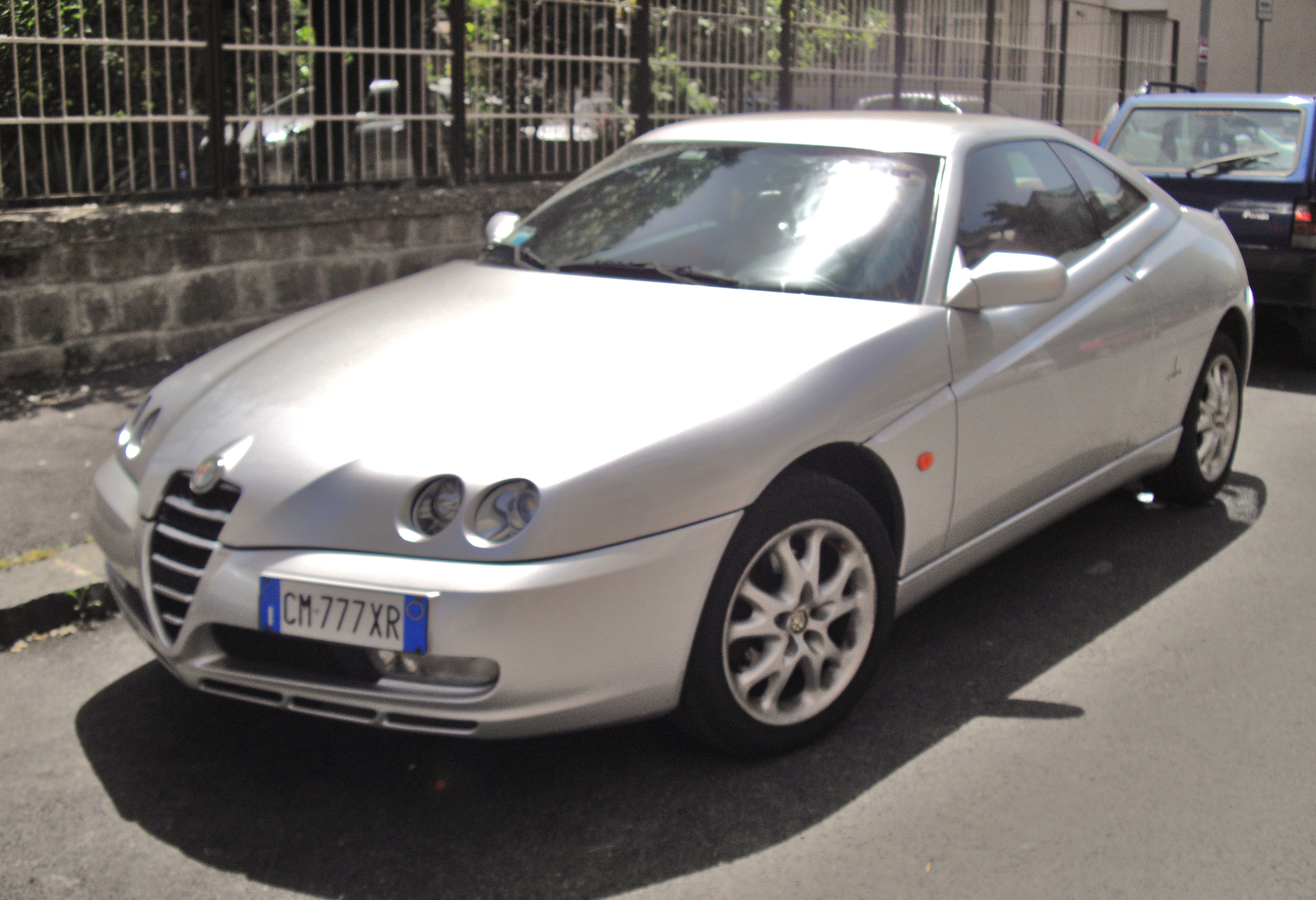
Alfa Romeo GTV facelift 2003

Nel marzo 2003 arriva la "terza serie" che è in pratica, la rivisitazione della seconda serie con la modifica del frontale, reso da Pininfarina più simile ai nuovi stilemi del marchio. Gli interni hanno subito solamente modifiche di dettaglio come l'illuminazione rossa della strumentazione e dei comandi, tachimetro con fondoscala a 280 km/h (2.0 JTS e 3.2) un particolare della plancia centrale ridisegnato per far posto a due nuovi pulsanti tra cui quello del controllo della trazione (ASR) disponibile per 2.0 JTS e 3.2 V6, una leggera rivisitazione dei rivestimenti della selleria in pelle, con abbassamento della seduta anteriore di un centimetro e qualche particolare cromatico preso da alcuni allestimenti del periodo 1998-2003. Le motorizzazioni introdotte nel 2003 erano il 2.0 JTS a iniezione diretta di benzina Euro 4 165 cavalli, e il 3.2 V6 24V Euro 3 da 240 cavalli. Con quest'ultima motorizzazione in abbinamento all'aerokit (labbro anteriore e spoiler posteriore facoltativo senza sovrapprezzo) la GTV V6 venne dichiarata al Salone di Ginevra del 2003 come l'Alfa stradale di serie più veloce con i suoi 255 km/h, mantenendo il primato fino alla commercializzazione della Alfa Romeo 8C Competizione.

## Versioni e motorizzazioni (1995–2004)
I dati prestazionali sono dichiarati con gommatura base, 2 persone più 20 kg, serbatoio 2/3 e benzina a 95 ottani.
Tutte le motorizzazioni della GTV possono adottare il kit aerodinamico, tuttavia era un accessorio disponibile a partire dal 1999, mentre la gommatura 225/45 17 era disponibile dal maggio 1998. Con tale abbinamento si ha un incremento della velocità di punta dai 5 ai 10 km/h, che è ovviamente proporzionale alla potenza della motorizzazione in relazione alla resistenza aerodinamica anche ove dichiarato diversamente per ragioni di marketing. 
| Modello                                             | Disponibilità | Motore               | Cilindrata cm³ | Potenza                          | Coppia massima          | 0–100 km/h (s) | 0–1000 m (s) | Vel. max priva di aerokit (km/h) | Vel. max con aerokit completo (km/h) | Peso in kg |
| 1.8 T.S. 16V                                        | 1999–2001     | 4 cilindri in linea  | 1.747          | 106 kW (144 CV) @6.500 giri/min  | 172 N·m @3.500 giri/min | 9,2            | 30,5         | 210                              | 215                                  | 1350       |
| 2.0 T.S. 16V                                        | 1995–1998     | 4 cilindri in linea  | 1.970          | 110 kW (150 CV) @6.400 giri/min  | 172 N·m @3.500 giri/min | 8,4            | 29,8         | 215                              | n.d.                                 | 1360       |
| 2.0 T.S. 16V L                                      | 1998–2005     | 4 cilindri in linea  | 1.970          | 114 kW (155 CV) @6.400 giri/min  | 172 N·m @3.500 giri/min | 8,5            | 29,6         | 216                              | 221                                  | 1370       |
| 2.0 T.S. 16V Cup (IT)                               | 2001          | 4 cilindri in linea  | 1.970          | 114 kW (155 CV) @6.400 giri/min  | 172 N·m @3.500 giri/min | 8,4            | 29,4         | -                                | 221                                  | 1380       |
| 2.0 JTS                                             | 2003–2006     | 4 cilindri in linea  | 1.970          | 122 kW (166 CV) @ 6.400 giri/min | 206 N·m @3.250 giri/min | 7.8            | 29           | 220                              | 226                                  | 1370       |
| 2.0 V6 TB                                           | 1995–1998     | 6 cilindri a V turbo | 1.996          | 148 kW (201 CV) @6.000 giri/min  | 285 N·m @2.400 giri/min | 7,0            | 27,2         | 235                              | n.d.                                 | 1430       |
| 2.0 V6 TB L                                         | 05/1998–2001  | 6 cilindri a V turbo | 1.996          | 148 kW (201 CV) @6.000 giri/min  | 285 N·m @2.400 giri/min | 7,0            | 26,9         | 240                              | 248                                  | 1430       |
| 2.0 V6 TB Alfa Corse                                | 1997          | 6 cilindri a V turbo | 1.996          | 173 kW (235 CV) @6.000 giri/min  | 294 N·m @2.400 giri/min | 6,5            | 26.0         | 245                              | 253                                  | 1430       |
| 3.0 V6 24V 5m                                       | 1997–1998     | 6 cilindri a V       | 2.959          | 165 kW (220 CV) @6.300 giri/min  | 271 N·m @5.000 giri/min | 6,7            | 26,8         | 240                              | n.d.                                 | 1415       |
| 3.0 V6 24V 6m (Euro 2)                              | 1998–2000     | 6 cilindri a V       | 2.959          | 162 kW (220 CV) @6.300 giri/min  | 270 N·m @5.000 giri/min | 6,7            | 26,8         | 240                              | 250                                  | 1415       |
| 3.0 V6 24V 6m (Euro 3)                              | 2000–2003     | 6 cilindri a V       | 2.959          | 160 kW (218 CV) @6.300 giri/min  | 270 N·m @5.000 giri/min | 6,8            | 26,8         | 238                              | 248                                  | 1415       |
| 3.0 V6 24V 6m Cup (UK)                              | 2001          | 6 cilindri a V       | 2.959          | 160 kW (218 CV) @6.300 giri/min  | 270 N·m @5.000 giri/min | 6,8            | 26,7         | -                                | 250                                  | 1420       |
| 3.2 V6 24V                                          | 2003–2006     | 6 cilindri a V       | 3.179          | 176 kW (240 CV) @6.200 giri/min  | 289 N·m @4.800 giri/min | 6,3            | 25,8         | n.d.                             | 255                                  | 1445       |
| V6 Cup (Versione campionato monomarca non stradale) | 1999–2001     | 6 cilindri a V       | 2.959          | 168 kW (230 CV) @6.900 giri/min  | 279 N·m @5.300 giri/min | 5,4            | 23,2         | -                                | 260                                  | 1215       |

## Numeri di produzione
| GTV quantitativo di produzione | GTV quantitativo di produzione | GTV quantitativo di produzione | GTV quantitativo di produzione | GTV quantitativo di produzione | GTV quantitativo di produzione | GTV quantitativo di produzione | GTV quantitativo di produzione | GTV quantitativo di produzione | GTV quantitativo di produzione | GTV quantitativo di produzione | GTV quantitativo di produzione | GTV quantitativo di produzione |
| Motore                         | 1994                           | 1995                           | 1996                           | 1997                           | 1998                           | 1999                           | 2000                           | 2001                           | 2002                           | 2003                           | 2004                           | Totale                         |
| ------------------------------ | ------------------------------ | ------------------------------ | ------------------------------ | ------------------------------ | ------------------------------ | ------------------------------ | ------------------------------ | ------------------------------ | ------------------------------ | ------------------------------ | ------------------------------ | ------------------------------ |
| 2.0 T.S.                       | 37                             | 4.400                          | 6.383                          | 3.907                          | 2.909                          | 2.182                          | 1.212                          | 1.972                          | 598                            | 222                            | 0                              | 23.822                         |
| 2.0 V6 TB                      | 4                              | 1.718                          | 3.431                          | 1.071                          | 0                              | 0                              | 0                              | 0                              | 0                              | 0                              | 0                              | 6.224                          |
| 2.0 V6 TB L                    | 0                              | 0                              | 0                              | 0                              | 522                            | 47                             | 121                            | 0                              | 0                              | 0                              | 0                              | 690                            |
| 3.0 24V 5m                     | 0                              | 0                              | 212                            | 1.188                          | 0                              | 0                              | 0                              | 0                              | 0                              | 0                              | 0                              | 1400                           |
| 3.0 24V 6m                     | 0                              | 0                              | 0                              | 0                              | 1.809                          | 1.170                          | 770                            | 930                            | 207                            | 71                             | 0                              | 4.957                          |
| 1.8 T.S.                       | 0                              | 0                              | 0                              | 0                              | 1.162                          | 1.257                          | 454                            | 0                              | 0                              | 0                              | 0                              | 2.873                          |
| 3.2 V6                         | 0                              | 0                              | 0                              | 0                              | 0                              | 0                              | 0                              | 0                              | 5                              | 370                            | 137                            | 512                            |
| 2.0 JTS                        | 0                              | 0                              | 0                              | 0                              | 0                              | 0                              | 0                              | 0                              | 1                              | 812                            | 368                            | 1.181                          |
| Totale                         | Totale                         | Totale                         | Totale                         | Totale                         | Totale                         | Totale                         | Totale                         | Totale                         | Totale                         | Totale                         | Totale                         | 41.659                         |

## Riconoscimenti, awards, primati e curiosità
- 1995. Prima auto italiana ad adottare il Multilink e prima auto al mondo ad adottare la specifica evoluzione di tale schema sospensivo realizzato appositamente per l'Alfa Gtv.
- 1995. Autocar Magazine: "1995 Car of the Year".
- 1995. Car Magazine: "Best Designed Car".
- 1995. Car Magazine: "Best Design Detail in production".
- 1995. Bild: "Volante d'Oro".
- 1995. Automobilia: "Auto più bella del mondo".
- 1995. Autocar Magazine: "Best Sport Car".
- 1995. Auto Zeitung: "L'auto più piacevole da guidare".
- 1995. "The World's most Beautiful Automobile" award.
- 1995. "Engineer of the Year" for chief Alfa Romeo engineer, Bruno Cena.
- 1995. Trofeu do Automovel Categoria "Deportivo do Año".
- 1998. Top Gear: Best coupé.
- 1998-2000. La 2.0 V6 TB L (2ª serie)l'ultima versione equipaggiata con l'ultimo propulsore concepito e collaudato dall'ing. Busso nonché in era precedente all'acquisizione da parte del gruppo Fiat.
- 2000. Ultima Alfa Romeo realizzata nello storico stabilimento di Arese.
- 1999-2006. Auto a trazione anteriore più veloce del mondo (motorizzazione V6 con kit aerodinamico).
- 2001. Top Gear: "Top 100 Cars". 29° auto più bella di tutti i tempi.
- 2003-2007. L'Alfa Romeo stradale di serie più veloce (con motorizzazione V6 e kit aerodinamico). Cederà il primato all'Alfa Romeo 8C.